# Ángel de Grimoard
Ángel de Grimoard (en francés: Anglic de Grimoard) (* h. 1315/1320 - † 14 de abril de 1388), fue un eclesiástico del siglo XIV que ostentó los cargos de vicario general de la diócesis de Aviñón, cardenal presbítero de San Pedro Encadenado, cardenal obispo de Albano y Decano del Colegio Cardenalicio.

## Biografía

### Inicios y estadía en San Rufo
Nació hacia 1315 en el Castillo de Grizac, ubicado en lo que es ahora la comuna de Le Pont-de-Montvert. Era hijo de Guillaume de Grimoard, señor de Bellegarde, y de Amphélise de Montferrand.
En su juventud, se unió a los canónigos regulares de san Agustín de la Abadía de San Rufo cerca de Valence, a diferencia de su hermano Guillaume que se entró al monasterio benedictino de Saint-Sauveur-de-Chirac. Protegido por familiares del papa Clemente VI, su carrera eclesiástica siguió con su designación como auditor de la Sagrada Rota por Inocencio VI en 1357. Al año siguiente se convirtió en prior de Saint-Pierre-de-Dieu, cargo que ostentaba en septiembre de 1362, cuando su hermano mayor fue elegido Papa. Poco después, en diciembre, fue nombrado por este obispo de Aviñón. A cargo de esta diócesis, Grimoard realizó numerosos beneplácitos a su abadía de San Rufo.

### Cardenal, vicario y legado
En el consistorio del 18 de septiembre de 1366, celebrado en Aviñón, fue creado cardenal por su hermano, con el título de cardenal presbítero de San Pietro in Vincoli, utilizado frecuentemente por canónigos regulares. El mismo año recibió el decanato del capítulo colegial de York. En septiembre de 1367 fue ascendido a cardenal obispo de Albano. Fue vicario papal para la administración de los Estados Pontificios desde marzo de 1368 hasta julio de 1371, residiendo en Bolonia. En este cargo trató de conquistar la ciudad de Forlì, de tendencia gibelina, con resultados adversos.

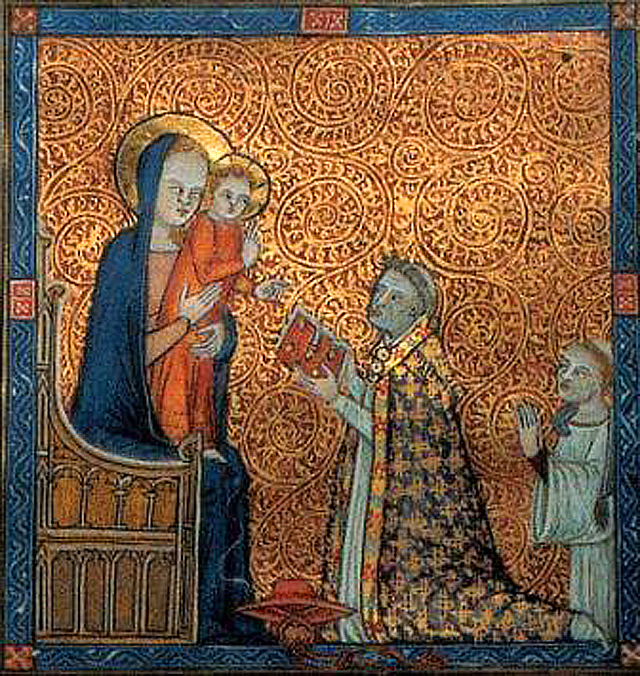
Miniatura del acuerdo de tierras del cardenal Grimoard.

Fue en esta época cuando se data un acuerdo de tierras, hecho por petición de Grimoard. Tiene una iluminación única. En él se representa a la Virgen con el Niño Jesús, y a Grimoard arrodillado frente a ellos, sosteniendo el acuerdo. Atrás de Grimoard se encuentra el autor del pergamino, Sicard de Fraisse. La miniatura es obra de Bernardo de Tolosa y una cierta María. El conjunto está datado entre 1366 y 1368.
A finales de 1370, el agonizante Papa Urbano, quien había regresado a Aviñón luego de una breve estancia en Roma, pidió ser trasladado a la residencia de su hermano Ángel, para poder estar "más cerca de las personas que amaba". Allí murió el 19 de diciembre. Luego de su muerte fue celebrado un nuevo cónclave que eligió a Pierre de Beeaufort como nuevo pontífice, en el que no participó por encontrarse en Italia. El cardenal Grimoard fue nombrado luego arcipreste de la Basílica de San Juan de Letrán, sucediendo el cardenal Beaufort, ahora Gregorio XI. En noviembre de 1373 se convirtió en decano del colegio cardenalicio.

### Cisma de Occidente
Luego que el papa Gregorio decidiera mudarse a Roma con la corte papal en 1376, el cardenal Grimoard optó por permanecer en Aviñón. A la muerte del pontífice, tampoco participaría en la elección de su sucesor Urbano VI. Luego del estallido del Cisma de Occidente en 1378, dio su lealtad al antipapa Clemente VII. Esto tuvo como consecuencia la pérdida su posición como decano del capítulo de York, al reconocer Inglaterra a Urbano VI como papa legítimo.

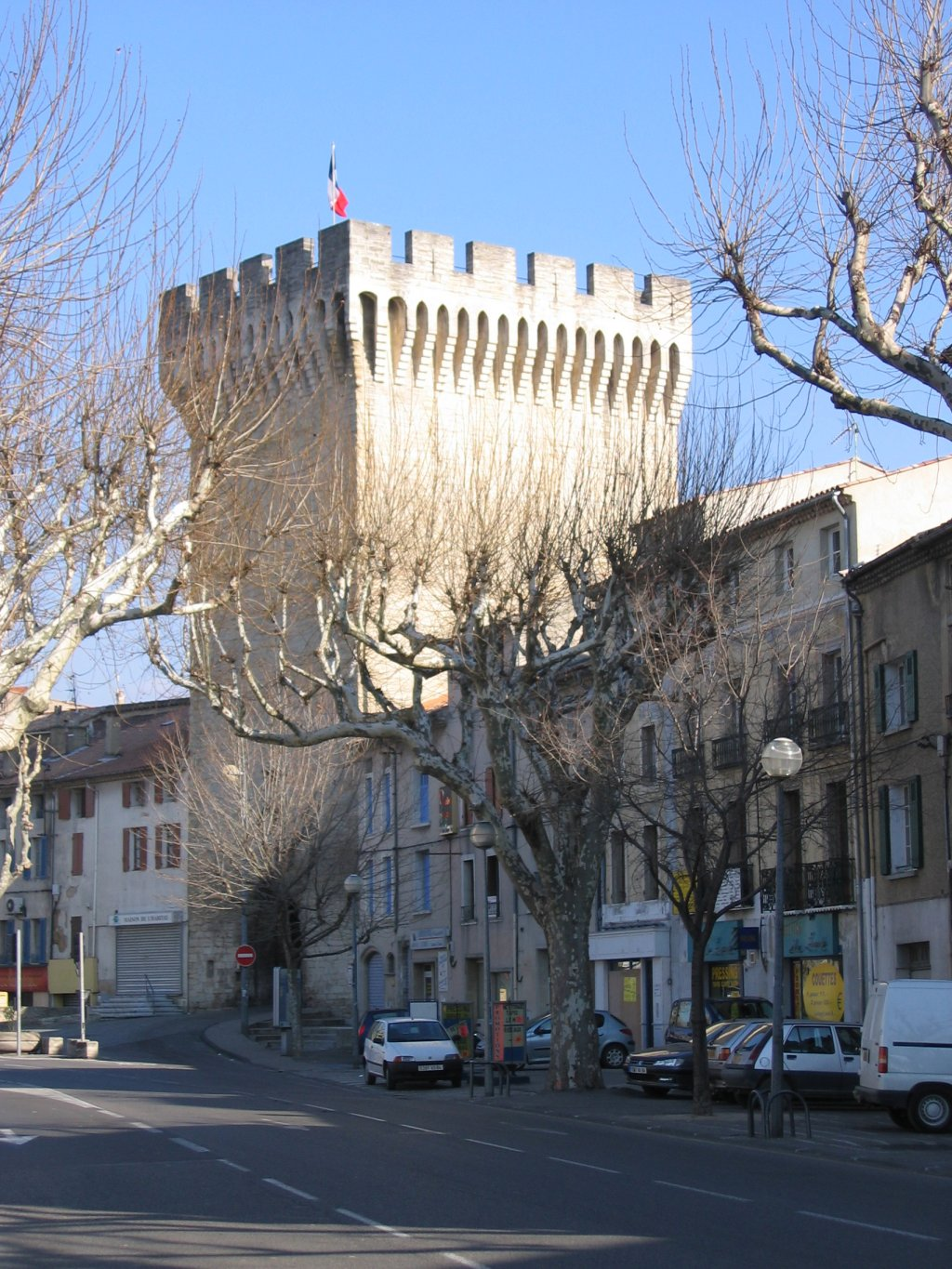
La Porte d'Orange, únicos restos que permanecen de las murallas de Carpentras.

Su última misión se relaciona con la financiación de los trabajos de fortificación de Carpentras. El alto precio impuesto por el colegio cardenalicio provocó la llegada de Grimoard para sanear la difícil situación monetaria que había llevado al obispo Pierre de la Plotte a apelar a Clemente VII.
Es autor de varias composiciones musicales litúrgicas, además de fundador de varios monasterios en Aviñón, Apt, y Montpellier. Testando tres días antes de morir, luego de acaecida esta el 13 de abril de 1388, fue enterrado en la abadía de San Rufo, su monasterio de origen.